# Elundini
Elundini  is een gemeente in het district Joe Gqabi von Zuid-Afrika.
Elundini ligt in de provincie Oost-Kaap en telt 138.000 inwoners.

## Hoofdplaatsen
Het nationaal instituut voor de statistiek, Stats SA, deelt sinds de census 2011 deze gemeente in in 238 zogenaamde hoofdplaatsen (main place):
Bhantini • Bhethula • Black Fountain • Bongweni • Braki • Calucalu • Chevy Chase • Cicira • Dalibango • Daweni • Dengwane • Dikonyeleng • Diphini • Diphokong • Drayini • eBhusabelo • eDiphini • eHlangalana • eJojweni • eLalini • Elundini • Elundini NU • eLuzie Drift • eMabheleni • Emagonyaweni • eMahlathini • eMahlubini • eMazizini • eMbonisiweni • eMbopisiweni • eMjikelweni • eMoyeni • eNcalukeni • eNgxingweni • eNkalweni • eNtabeni • eNyibibeni • ePifane • eRamatiya • eSizindini • eThembalethu • eTombelihle • eTshubutshezi • Fameni • Faview • Fletcherville • Freistad • Goji • Golomane • Goqwana • Gqaghala • Gqaqala • HaNokhohloko • HaQhadi • Hardale • HaSefoko • Hopedale • Jojweni • Kakudi • Katkop • Kenegha Poort • Khohlopong • Khwatsha • Kinira Poort • Koebung • Koloni • Komkulu • KuFela • KuMagwaca • KuMangunkone • KuMbonxa • KuMbulunga • KuNdoda • KuNtabankulu • KuNuntuza • KuQulungashe • KuSitana • KuStimela • KwaGcwabe • KwaJosefu • KwaJozana • KwaMleko • KwaMsobomvu • KwaNogemani • KwaQala • KwaQutsuma • Kwebung • Lathuthu • Lehlakaneng • Lenge • Lokishini • Lower Nxotshana • Lower Tokwana • Lubalweni • Lubisini • Lututu • Luxeni • Mabalane • Maclear • Madwaleni • Mafusini • Magutyubeni • Mahaneng • Mahasana • Mahemeng • Mahemeny • Makanyaneng • Makautlane • Makeng • Makgwaseng • Makhoaseng • Makhotlana • Makratlanyeni • Makuatlana • Mamfengwini • Mangoloaneg East • Mangoloaneng • Mangolong • Maplotini • Maqangulweni • Maqhatseng • Marombe • Mashata • Matafeni • Matugulu • Mbhulanja • Mbidlana • Mbinja • Mbizeni • Mbozisa • Mcambalala • Mcedu • Mcwangele • Mdeni • Mdilingweni • Mdilungwa • Mdlokovana • Mfabantu • Mfabantu SP • Mfanta • Mgcantsi • Mgcetyana • Midili • Mlamlankunzi • Mohoabatsana • Moroka • Mount Fletcher • Mpharane • Mpilweni • Mpukane • Mpunkone • Mraloeng • Mrobe • Munga • Mvumane • Nayijele • Ncembu • Ndingeni • New Stand • Ngcele • Ngolilwe • Ngonjaneni • Ngqayi • Ngxaza • Ngxazana • Ngxoto • Ngxotwana • Njaboya • Nkalweni • Nkangala • Nkobongo • Nomyayi • Nqoma • Ntatyaneni • Ntatyaneni Ephakathi • Ntywenka • Nxotshana • Phezulu • Phiri-e-Ntso • Phirintsu • Phuthing • Platana • Printsu • Qhobong • Qolombane • Qurana • Rhodesia • Sakhute • Sapulanduko • Seghobong • Seqhobong • Setabataba • Sethathi • Sidakeni • Sigingqini • Sigodini • Sigoga • Sigungqwini • Sihlehleni • Sihomhom • Sikhepheni • Silindini • Singungweni • Sinxago • Siqungqwini • Sixhotyeni • Siyalweni • Snowabile • Stinkoro • Swaswuba • Tabase • Tembeni • Thabakhobelu • Thabakhubelu • Thabaputsoa • Thambekeni • Thembeni • Thoteng • Tinana • Tokwana • Tsekong • Tshikaro • Tyeni • Ugie • Ulundi • Umfanta • Upper Sinxago • Upper Tokwana • Upper Tsitsana • Vuvu • Woodstock • Xaxazana • Zanyeni • Zilandana • Zimbane • Zindawa • Zingonyameni • Zwelitsha.